# グレッグのダメ日記
『グレッグのダメ日記』（原題：Diary of a Wimpy kid）は、アメリカの漫画家ジェフ・キニーによって書かれた小説シリーズである。いずれの本も主人公グレッグ・ヘフリーが記した日記という形式をとっている。物語の中では、グレッグの日常の冒険がたくさんの手書きメモや簡単な図面をまじえて紹介されている。
2004年のオンライン版のリリース以来、本は世界中で絶大な人気を誇り、2008年2月の時点で、オンライン版は100万回以上購入されている。
また、この作品は7回映画化されており、20世紀フォックスによって4つの実写映画が、ウォルトディズニーによって3つのアニメーション映画が公開されている。
日本ではポプラ社より日本語版が刊行されている。2024年1月の時点で1９巻が翻訳出版されており、世界でシリーズ累計３億万部を突破している。

## 背景
J.キニーはグレッグ・ヘフリーという名前の弱虫で自分の日常生活を日記に記してばかりいるという主人公を思いつき、1998年に「グレッグのダメ日記」は始まった。2004年5月には、オンラインゲームサイトのFunBrainとの協力によりオンライン版「グレッグのダメ日記」がリリースされた。ウェブサイトは2005年6月まで毎日エントリを発表した。本が大ヒットとなり、オンライン版は2009年の時点で2000万ビューを記録している。多くのオンラインの読者による、書籍化の希望に応えるかたちで、2007年4月にJ.キニーは「グレッグのダメ日記」の出版に合意した。これまでに、16巻の書籍が発売されており、他にも2冊の書き込み式の本と4作の映画が作られている。2009年に、J.キニーはタイム誌の世界で最も影響力のある100人に選ばれた。

## 年表

### 「グレッグのダメ日記」シリーズ
| 巻数 | タイトル                                      | 発売日                        | ISBN                   |
| --- | --------------------------------------------- | ----------------------------- | ---------------------- |
| 1 | グレッグのダメ日記 （Diary of a Wimpy kid）   | 2007年4月1日 2008年5月15日    | ISBN 978-4-591-10336-4 |
| 主人公・グレッグ・ヘフリーがどうして日記を書き始めることになったか、グレッグ自身による説明から物語が始まる。グレッグと彼の親友ロウリーを中心に、ハロウィーンやチーズえんがちょなどグレッグたちの学校でのトラブルが主に描かれる。 |                                               |                               |                        |
| 2 | ボクの日記があぶない! （Rodrick Rules）       | 2008年2月1日 2008年9月3日     | ISBN 978-4-591-10464-4 |
| グレッグが兄のロドリックのせいで巻き込まれるトラブルでひどい目に遭う。他にもスーザンが考え出したママ・マネーについてのエピソードや、学校のパーティー、タレントショーなどが話題になる。 |                                               |                               |                        |
| 3 | もう、がまんできない! （The Last Straw）      | 2009年1月13日 2009年4月30日   | ISBN 978-4-591-10910-6 |
| フランクはグレッグとロドリックのせいで恥をかいてしまい、それ以来二人に厳しくなる。グレッグは規則の厳しいスパッグ高校に入学させられるのを恐れながら、サッカーチームに入ったり、ボーイスカウト活動に参加したりするがうまくいかないし、美人のクラスメイトのホリー・ヒルズの気を引こうと試みるも失敗ばかりしてしまう。                                                                                       |                                               |                               |                        |
| 4 | あ〜あ、どうしてこうなるの!? （Dog Days）     | 2009年10月12日 2009年11月20日 | ISBN 978-4-591-11226-7 |
| いやな思い出ばかりが残ってしまうグレッグの夏休みがテーマ。グレッグは、スーザンがグレッグにスポーティーな夏休みを過ごすのを期待しすぎていることや、ヘフリー家にやってきた犬のスイートが言うことを聞かないことに困らせられる。 |                                               |                               |                        |
| 5 | なんとか、やっていくよ （The Ugly Truth）     | 2010年11月9日 2010年11月12日  | ISBN 978-4-591-12117-7 |
| 「あ〜あ、どうしてこうなるの!?」からの続き。グレッグは親友のロウリーとけんかをしてしまう。学校で一緒に過ごすともだちがいなくなっただけでも大問題なのに、そこに新たな悩みの種が･･･。そんな中やってきたせっかくの楽しいイベントすら、彼の叔父ゲイリーの4回目の結婚式のせいでまるつぶれになってしまう。 |                                               |                               |                        |
| 6 | どうかしてるよ! （Cabin Fever）               | 2011年11月15日 2011年11月17日 | ISBN 978-4-591-12646-2 |
| グレッグはクリスマスに望みどおりのプレゼントをもらうために、最後の1ヵ月をよい子で過ごすことを心に決める。ところがグレッグのすることは全部裏目に出て、とうとう警察が動き出すような問題が起きてしまい、クリスマスの望みは絶望的になってしまう。そんな折、グレッグの住む町には大雪が降り、グレッグの家は更なるトラブルに襲われる。                                                                          |                                               |                               |                        |
| 7 | どんどん、ひどくなるよ （The Third Wheel）    | 2012年11月13日 2012年11月20日 | ISBN 978-4-591-13131-2 |
| グレッグの学校では、毎年バレンタインデーの日にダンス大会が行われる。グレッグはクラスのかわいい女の子とペアになろうと画策するが、なかなかうまくいかない。ところがアビゲイル・ブラウンという女の子が相手がいなくて困っているというチャンスが訪れる。グレッグはロウリーを引き立て役にして、3人で出かけることを目論むが、やっぱり思い通りにはいかない。                                                      |                                               |                               |                        |
| 8 | わけがわからないよ! （Hard Luck）             | 2013年11月5日 2013年11月21日  | ISBN 978-4-591-13651-5 |
| 「どんどん、ひどくなるよ」からの続き。ロウリーはアビゲイルとばかり一緒にいて、グレッグは学校でひとりぼっちになってしまう。フレグリーと仲良くしても、結局はひとりでごはんを食べることに。グレッグは春休みを心待ちにするが、面倒な親戚がやってくると知りがっかりする。そんなときグレッグはロドリックの部屋で悩んだときに答えを教えてくれる魔法のボールを見つけ出す。このボールがグレッグの運命を左右する。 |                                               |                               |                        |
| 9 | とんでもないよ （The Long Haul）              | 2014年11月4日 2014年11月25日  | ISBN 978-4-591-14196-0 |
| ヘフリー家は夏休みにドライブ旅行にでかけることになった。スーザンは家族の絆を深めるための旅行にしようとするが計画は失敗ばかり。ドライブ中に思いがけずヘフリー家の新しい仲間になったペットの豚がさらにドライブを大変なものにしてしまう。おまけにグレッグは何度も恐ろしいヒゲ男の一家につきまとわれ、男の一家が彼らの荷物を盗んだのではないかという疑いが浮かび上がる。                                     |                                               |                               |                        |
| 10 | やっぱり、むいてないよ （Old School）         | 2015年11月3日 2015年11月4日   | ISBN 978-4-591-14720-7 |
| スーザンは、週末に電子機器を使用しないように町に嘆願する。その後、グレッグは昔ながらの農場へ遠足に行く。 |                                               |                               |                        |
| 11 | いちかばちか、やるしかないね! （Double Down） | 2016年11月1日                 | ISBN 978-4-591-15225-6 |
| グレッグは、楽器を演奏したり、ロウリーと映画を作ったり、ハロウィーンパーティーに参加したりして、彼の創造的な才能を探求していく。 |                                               |                               |                        |
| 12 | にげだしたいよ! （The Getaway）               | 2017年11月7日 2017年11月16日  | ISBN 978-4-591-15622-3 |
| へフリー家は、クリスマスにトロピカルリゾートのイスラ・デ・コラレスに飛行機で向かう。そしてここからへフリー家のとんでもない旅が始まる。 |                                               |                               |                        |
| 13 | さすがに、へとへとだよ （The Meltdown）       | 2010年10月30日 2018年11月15日 | ISBN 978-4-591-16036-7 |
| グレッグとロウリーは大規模な雪合戦に参加する。 |                                               |                               |                        |
| 14 | ぶっこわしちゃえ （Wrecking Ball）            | 2019年11月5日 2019年11月21日  | ISBN 978-4-591-16417-4 |
| ヘフリー家は相続財産を受け取り、そのお金を使って家を改修する。 |                                               |                               |                        |
| 15 | なんとかなるさ （The Deep End）               | 2020年10月27日 2020年12月3日  | ISBN 978-4-591-16810-3 |
| 「ぶっこわしちゃえ」からの続き。へフリー家は家族旅行でキャンピングカーを借りて、自然の森へキャンプに行く。 |                                               |                               |                        |
| 16 | はじめて、あじわえたよ （Big Shot）           | 2021年10月26日 2021年11月16日 | ISBN 978-4-591-17155-4 |
| グレッグは新しいスポーツを体験する。 |                                               |                               |                        |
| 17 | なんだって、やってやる! （Diper Överlöde）    | 2022年10月25日 2022年11月24日 | ISBN 978-4-591-17526-2 |
| ロドリックのバンド活動に同行する。 |                                               |                               |                        |
| 18 | 脳みそが、もういっぱい! （No Brainer）        | 2023年10月24日 2023年12月6日  | ISBN 978-4-591-17987-1 |
| グレッグの通っている学校がなくなってしまう。 |                                               |                               |                        |
| 19 | すごいひみつ （Hot Mess）                     | 2024年10月22日 2024年11月21日 | ISBN 978-4-591-18373-1 |
| ヘフリー家は、祖母に頼まれてラディネック島に旅行に行く。そこでグレッグたちは、祖母のミートボールにまつわる事実を知る。 |                                               |                               |                        |

### その他の書籍
- 「グレッグ公認　きみだけのダメ日記帳」（The Wimpy Kid Do-It-Yourself Book）（2012年3月23日発売）
  - グレッグと同じように読者が自分だけの日記を書ける穴埋め式のアクティビティブック。
- 「グレッグのダメ日記　スクールプランナー」（The Wimpy Kid School Planner）（2015年11月4日発売）
  - 「きみだけのダメ日記帳」と同じように書き込み式の日記帳。
- 「ロウリーのいい子日記」（Diary of an Awesome Friendly Kid: Rowley Jefferson's Journal）（2020年4月17日発売）
  - ロウリーが日記を書き始めると、グレッグにパクリだと言われてしまう。
- 「ロウリーのいい子アドベンチャー」（Rowley Jefferson's Awesome Friendly Adventure）（2021年7月7日発売）
- 「ロウリーのいい子怪談ばなし」（Rowley Jefferson's Awesome Friendly Spooky Stories）（2022年4月13日発売）

## キャラクター
- キャストはそれぞれオリジナル三部作/2017年版。

### へフリー家
グレッグ・ヘフリー
- 演 - ザカリー・ゴードン/ジェイソン・ドラッカー
- 日本語吹替 - 久保田恵/白石涼子

グレゴリー "グレッグ "ヘフリーは12歳。グレッグの行動は、子供たちを脅したり、教会の募金箱からお金を盗もうとしたり、他の生徒をいじめて嘘をついたり、親友にいたずらをしたり、偽の広告「フィットネス・ウォーター」を売ったり、他人に悪いことが起こるように祈ったりと、時に反感を持たれることがある。しかし、彼の行動の中には、ある程度の優しさを示すものもある。実はコンタクトレンズをつけている。
ロドリック・ヘフリー
- 演 - デヴォン・ボスティック/チャーリー・ライト
- 日本語吹替 - 野島健児/森田成一

グレッグにいたずらばかりするグレッグの兄。自分のバンド(ローディット・ダイパー)ではドラムを担当している。
マニー・ヘフリー
グレッグの弟。フランクとスーザンに甘やかされて育っているため、なんでもやりたい放題に振舞っている。
スーザン・ヘフリー
- 演 - レイチェル・ハリス/アリシア・シルヴァーストーン
- 日本語吹替 - 安達忍/渡辺美佐

グレッグの母親。たまにとんでもない提案をしてグレッグたちを困らせる。昔は幼稚園の先生をやっていた。
フランク・ヘフリー
- 演 - スティーヴ・ザーン/トム・エヴェレット・スコット
- 日本語吹替 - 安原義人/宮本充

グレッグの父親。南北戦争 のミニチュア作りやお菓子が大好き。ハロウィーンでは、通りかかった高校生にバケツの水をかけるという過激なイタズラを仕掛けてきた。

### 同級生
ロウリー・ジェファーフソン
ちょっとマヌケでおこちゃまなグレッグの親友。自身の日記も書いている。「ロウリーのいい子日記」のスピンオフシリーズの主人公でもある
フレグリー
グレッグの近所に住む変な同級生。歯の裏にあるほくろを見せようとしたり、ガムをへそで噛めたりする。グレッグはフレグリーのことが相当嫌いで、わざわざ兄のロドリックにフレグリーの家の前を通らずにロウリーの家に行く道を教えてもらう。
ホリー・ヒルズ
グレッグが好きだった女の子。しかし、パーティーのときグレッグをフレグリーと間違えた。高校生の姉のヘザー・ヒルズがいる。
アルバート・サンディ
嘘くさい話ばかりするグレッグの同級生。カンガルーのように高くジャンプできる男や、くしゃみを手で押さえたら首が飛んでしまった男の話をしてきた。
タイソン・サンダース
グレッグの親友候補に挙がった友人。グレッグと好きなゲームが一緒だが、おしっこをするときズボンもパンツも足まで下ろしてしまう。
クリストファー・ブラウンフィールド
タイソンと同じく、グレッグの親友候補に挙がった友人。蚊を引き寄せてくれる。しかし、グレッグいわく、夏休みに一緒にいたい奴で学校で一緒にいたくはないらしい。
アビゲイル
ロウリーの元カノ。後にボーイフレンドのマイケル・シンプソンとよりをもどす。
チラグ・グプタ
　  身長がグレッグより小さく、よく馬鹿にされがち。グレッグから「チラグいないごっこ」といういじめを受けた。力は強い。

### その他
ロイ先生
グレッグの通っている中学校の教頭先生。何故かロイ先生が関わる話には毎回キャンディーが出てくる。
レンウッド
サイアクの不良高校生。パパの天敵だったが、スパック学園と言う学校に入り、真面目な高校生になる。
ロウリーのパパ(ロバート・ジェファーソン)
ロウリーのパパ。グレッグのことはあまりよく思っていない。お金持ち。
ビル・ウォルター
ロドリックのバンド仲間。とっくに成人しているのに、親のスネをかじるニート暮らしをしている。

## 実績

### 商業的成功
「グレッグのダメ日記」はニューヨーク・タイムズ紙による、子供向けシリーズ書籍のランキング「ベストセラーリスト」では、グレッグのダメ日記シリーズは2010年8月10日時点で、64週間連続でランクインしている。
また、USAトゥデイの発表する全ジャンル総合の売上ランキングでも、「グレッグのダメ日記」は2010年4月4日までの141週間TOP150以内にランクインし、最高は8位だった。ほかのタイトルも
- ボクの日記があぶない!：117週間連続、最高4位
- もう、がまんできない!：65週間連続、最高1位
- あ〜あ、どうしてこうなるの!?：25週間連続、最高1位[8]

などが入っている。
2010年5月の時点で、「グレッグのダメ日記」シリーズはアメリカ国内で3200万冊以上出版されている。また、世界中30カ国以上で販売されていて、シリーズ累計では、40カ国で7500万冊以上の本が販売されている。

## 映画
実写映画
- 『グレッグのダメ日記』2010年公開
- 『グレッグのおきて』（グレッグのダメダメ日記）2011年公開
- 『グレッグのダメ日記3』2012年公開
- 『グレッグのダメ日記4』2017年公開

アニメーション映画
- 『グレッグのダメ日記 (リブート)』2021年公開
- 『グレッグのダメ日記 ボクの日記が危ない!』2022年公開
- 『グレッグのダメ日記 どうかしてるよ！』2023年公開